# Anisodes flavirubra
Anisodes flavirubra là một loài bướm đêm trong họ Geometridae.